# Vive la vie (série télévisée)
Pour les articles homonymes, voir Vive la vie (homonymie).
Vive la vie est une série télévisée française en noir et blanc créée et réalisée par Joseph Drimal diffusée du 3 avril 1966 au 10 avril 1970 sur la première chaîne de l'ORTF.
Au Québec, la série a été diffusée à partir du 6 juin 1966 à la Télévision de Radio-Canada.

## Synopsis
Cette comédie était une chronique familiale dans laquelle Jacques Vincent, un jeune veuf (joué par Daniel Ceccaldi) père de trois enfants (Véronique, Claudie et Cricri), s'installe chez sa sœur Esther.

## Genèse
La série connut un grand succès populaire, les téléspectateurs des années 1960 s'identifiant aux personnages. La mort du grand-père (joué par René Lefèvre) provoqua notamment une grande émotion. À noter que, selon le comédien, sa disparition était due à « l'avarice des producteurs ».
La série, totalisant 144 épisodes de 13 minutes environ, fut constituée en trois époques: la première comportant 65 épisodes, diffusés du dimanche 3 avril au jeudi 9 juin 1966, la deuxième comportant 50 épisodes, diffusés du lundi 9 septembre au vendredi 15 novembre 1968, et la troisième comportant 29 épisodes, diffusés du lundi 2 mars au vendredi 10 avril 1970 (celle-ci fut mise en chantier à la suite de la demande persistante des téléspectateurs).

## Fiche technique
- Réalisation : Joseph Drimal
- Scénario : Claude Choublier, Fernand Pluot et Jean-Charles Tacchella
- Musique : Jacques Denjean

## Distribution
- Daniel Ceccaldi : Jacques Vincent, le père
- Claire Maurier : Esther, la sœur de Jacques
- René Lefèvre : Benjamin, le grand-père dit « Papiche »
- Madeleine Clervanne : Honorine, la bonne
- Orlane Paquin : Véronique, la fille aînée
- Christine Simon : Claudie, la fille cadette
- Roland George : Cri-Cri, le fils
- Frédéric de Pasquale : Yves Fournier
- Jacques Ramade : le livreur de l'épicerie
- Jacques Balutin : Pascal
- André Thorent : César
- Léonce Corne : le docteur
- Olivier Hussenot : Roland Darzac
- Geneviève Cluny : Françoise
- Alain Guano : Fred (le chorégraphe)
- Serge Marquand : Antoine (le "valet de chambre")
- Patrick Dewaere (au générique, Patrick Maurin) : Laurent (le cousin, S1 / 36 à 40)
- Louisa Colpeyn : Irène (la fiancée de Benjamin, S1 / 51 à 55)
- Danielle Volle : Nicole (seconde époque)
- Gabriel Cattand : Lionel (le fiancé d’Esther, seconde époque)
- Jean Tissier : Alexandre Pipot, l'ami de Benjamin
- Louis Arbessier : Vladimir (le mari d’Honorine)
- Laurent Wesman : l'amoureux de Véronique (saison 3)

Nombre d'autres comédiens connus firent une apparition dans la série : Fernand Berset, Albert Michel, Marco Perrin, Marc Dudicourt, Hélène Dieudonné, Xavier Gélin…

## Épisodes

### Saison 1 (1966)
Episode 36 : (diffusé le 02/10/1967) Laurent, cousin et ami d'enfance de Claudie et Véronique, rentre des États-Unis à l'occasion des fêtes de Noël. Mais comme il a changé !
(joué par Patrick Dewaere)

## DVD
La sortie de l'intégrale en double DVD a débuté en 2013 chez L.C.J. Éditions et a pris fin en 2017 avec la sortie du huitième volume.